# Eosphora thoa
Eosphora thoa är en hjuldjursart som beskrevs av Harry K. Harring och Myers 1924. Eosphora thoa ingår i släktet Eosphora och familjen Notommatidae. Inga underarter finns listade i Catalogue of Life.